# Ponzone
Ponzone (piemontesisch Punson oder Ponson) ist eine italienische Gemeinde in der Provinz Alessandria, Region Piemont. 

## Lage und Einwohner
Die Gemeinde Ponzone liegt 46 km südlich von der Provinzhauptstadt Alessandria auf einer Höhe von 629 m über dem Meeresspiegel auf einem in Nord-Süd-Richtung orientierten Bergrücken, zwischen den Flusstälern des Erro im Westen und des Visone im Osten. Das Gebiet der Gemeinde grenzt im Südosten an die Provinz Savona und umfasst eine Fläche von 69,42 km² und hat 982 (Stand 31. Dezember 2023) Einwohner. Die im hohen Montferrat gelegene Gemeinde ist landwirtschaftlich geprägt und wird von vielen Bewohnern der nahegelegenen Städte zur Sommerfrische genutzt.
Die Nachbargemeinden sind Cartosio, Cassinelle, Cavatore, Grognardo, Malvicino, Molare, Morbello, Pareto, Sassello (SV), Tiglieto (GE) und Urbe (SV).

### Bevölkerungsentwicklung
In den letzten hundert Jahren, seit 1921, ist die ständige Wohnbevölkerung um knapp mehr als 75 % zurückgegangen.

## Geschichte

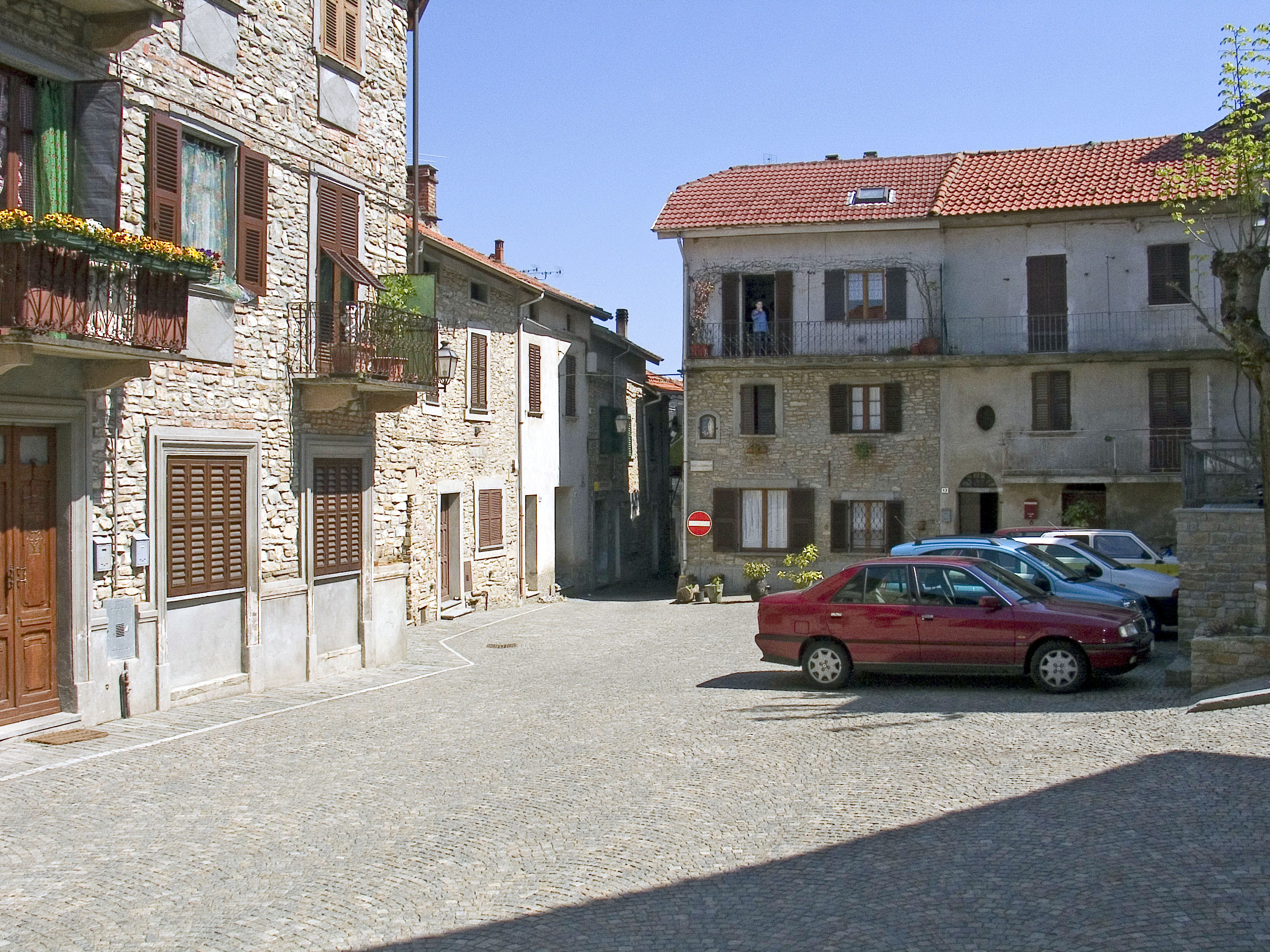
Piazza Garibaldi

Der Ortsname ist seit 967 mit „Ponzonus“ belegt, einer Form, die die Etymologie des römischen Personennamens PONTIO widerspiegelt. Zu den Varianten gehören „Ponçonus“, „Pulcione“ und „Pulsionem“. Seine Ursprünge reichen bis in die Römerzeit zurück, wie die in der Gegend gefundenen Aschenurnen, Münzen und Medaillen aus dieser Zeit belegen. 
Die erste diesbezügliche Urkunde stammt aus dem 10. Jahrhundert. Es handelt sich um ein kaiserliches Diplom. Später wurde es ein Lehen der Aleramici und bis zum Jahr 1167 befand er sich unter Herrschaft der Fürsten von Montferrat und wurde zum Zentrum der Region, das seine Herrschaft über die Täler Spigno, Orba und Erro ausdehnte. 
Nach der Unterwerfung unter Acqui kam es 1334 unter die Herrschaft des Königreichs Genua und erhielt einige Privilegien, die es auch dann behielt, als es an die Familie Monferrato zurückkehrte und später an die Familie Gonzaga überging. 
1646 wurde es von den Spaniern erobert, welche die Burg und die Stadtmauer zerstören ließen. Im 18. Jahrhundert wurde die Gemeinde in die savoyischen Herrschaftsgebiete eingegliedert.

## Sehenswürdigkeiten
- Das mittelalterliche Zentrum.
- Das Oratorium von San Suffragio aus dem 17. Jahrhundert, in dem sich das kleine Museum für sakrale Kunst befindet.
- Die Pfarrkirche San Michele, erbaut Ende des 15. Jahrhunderts.
- Das Heiligtum der Pfarrkirche aus dem 11. Jahrhundert, die im 18. Jahrhundert wieder aufgebaut wurde.
- Die Ruinen der alten Burg, die von den Spaniern zerstört wurde und in der der berühmte provenzalische Troubadour Raimbaut de Vaqueiras wohnte.

## Persönlichkeiten
- Pietro Ivaldi, bekannt als „il Muto di Toleto“ (* Ponzone, 12. Juli 1810 – Acqui Terme, † 19. September 1885), war ein italienischer Maler.

## Kulinarische Spezialitäten
In Ponzone werden Reben der Sorte Dolcetto für den Dolcetto d’Acqui, einen Rotwein mit DOC Status angebaut. Die Beeren der Rebsorten Spätburgunder und/oder Chardonnay dürfen zum Schaumwein Alta Langa verarbeitet werden. Barbera fließt in die Herstellung des Barbera del Monferrato ein.